# 馬拉巴爾肉桂
馬拉巴爾肉桂是樟科的一個物種，原生於西高止山脈及斯里蘭卡等地，有香茅的香味。相較於肉桂擁有80%的肉桂醛，馬拉巴爾肉桂擁有45%的肉桂醛。